# Joseph Brotherton
Pour les articles homonymes, voir Brotherton (homonymie).
Joseph Brotherton, né le 22 mai 1783 à Whittington (en) dans le Derbyshire et mort le 7 janvier 1857 à Salford, est un homme politique britannique.

## Biographie
Il est député libéral de Salford à la Chambre des communes de 1832 jusqu'à sa mort, il s'oppose à l'esclavage et à la peine de mort. Pacifiste, chrétien non-conformiste, il prône le végétarisme « par révérence pour toute forme de vie », et argue dans la lignée d'Adam Smith que le libre-échange est le meilleur moyen de promouvoir la paix entre les nations,.
Ses parents possèdent une usine de traitement de coton à Salford, dans la banlieue de Manchester, la ville emblématique de la Révolution industrielle. Il ne bénéficie d'aucune éducation formelle, mais apprend en autodidacte le français, les sciences et la philosophie. Il est intégré à la gestion de l'entreprise familiale, dont il devient le propriétaire lorsque son père décède en 1809. Dix ans plus tard, à l'âge de seulement trente-six ans, il prend sa retraite du monde industriel, et se dévoue aux causes politiques et religieuses, vivant de manière frugale des profits qu'il a amassés. Il est membre depuis 1805, et pasteur depuis 1816, de la Bible Christian Church (Église chrétienne de la Bible), dont les membres doivent faire preuve de tempérance en s'abstenant de consommer alcool ou viande,.
La loi de réforme électorale de 1832 fait de Salford une circonscription électorale, alors que l'ensemble de la région de Manchester n'était jusque lors pas représentée au Parlement. Candidat whig, Brotherton est élu député lors des législatives de cette même année. Il fait du pacifisme sa principale cause au Parlement, et s'engage dans la Anti-Corn Law League, qui milite pour le libre-échange, et qui sera le moteur de l'adoption du libéralisme économique au Royaume-Uni. Il vote la loi d'abolition de l'esclavage en 1833, et est sans doute le premier député à s'être exprimé de manière répétée au Parlement contre la peine de mort. Il s'y exprime également en faveur du végétarisme, par respect pour la vie animale et de par sa philosophie utilitariste, tout autant que par tempérance religieuse personnelle,.
Son autre grand combat au Parlement vise à réglementer les conditions de travail dans les usines, et notamment à limiter les heures de travail des enfants. Son discours à la Chambre lors de l'examen d'une proposition de loi de régulation en 1842 « capture l'imagination du public », est imprimé sur des pamphlets, et inspire à la fois des éditoriaux dans la presse et des sermons dans les églises. Il introduit ou soutient par ailleurs, sans succès, plusieurs propositions de loi pour encourager, avec une aide financière de l'État, l'établissement de bibliothèques et de musées où les pauvres puissent s'éduquer et découvrir la culture à bas coût. Il parvient finalement, avec William Ewert, à faire adopter la loi sur les musées de 1845, qui facilite l'ouverture de musées publics par les autorités municipales. Il finance en partie lui-même l'ouverture d'une bibliothèque à Salford, qui est bientôt considérée comme un modèle par d'autres conseils municipaux. La bibliothèques de Salford reçoit successivement les visites de John Ruskin, John Stuart Mill, William Gladstone, Robert Peel, John Russell, Lord Palmerston, et finalement la reine Victoria et le prince Albert en 1851,.
En 1847 il participe au lancement de la Société végétarienne (Vegetarian Society), qui vise à promouvoir le végétarisme, par l'exemple et par la raison, auprès du public. La Société existe toujours à ce jour, et a compté parmi ses membres au XXe siècle George Bernard Shaw, Mohandas Gandhi, Peter Cushing ou encore Paul McCartney,.
Le 7 janvier 1857, presque au terme de son sixième mandat de député, il décède d'un arrêt cardiaque durant un trajet en bus dans sa circonscription. Il est inhumé dans sa ville. Une large foule se joint en silence à la procession funéraire, et les boutiques le long du parcours ferment en signe de respect. Une statue lui est dédiée devant la bibliothèque municipale,.